# 市川街道
市川街道（いちかわかいどう）とは、青森県八戸市内の街道。

## 概要
藩政時代、八戸城惣門から新荒町を通り、盛岡藩領境 三戸郡下市川村（現 八戸市市川町）へ至る八戸藩の脇街道。経路は北浜街道と重複する。

## 宿場・伝馬継所
- 八戸城下（八日町）

## 参考資料
- 青森県史編さん近世部会『青森県史 資料編 近世篇 5 南部2 八戸藩』青森県、2011年3月31日。
- 「角川日本地名大辞典」編纂委員会『角川日本地名大辞典 2 青森県』角川書店、1985年12月1日。ISBN 4040010205。
- （有）平凡社地方資料センター『日本歴史地名大系 第2巻 青森県の地名』平凡社、1982年7月10日。ISBN 4-582-91021-1。